# Giacomo Cavalli
Giacomo Cavalli, hispanizado como Jaime Cavalli (Verona, Véneto, 1678-Roma, 1758) fue un gramático y teólogo judío natural de Venecia y converso al cristianismo católico. No debe confundirse con el homónimo condottiero de fines del siglo XIV.

## Biografía
Nacido en Verona, era maestro de lengua sagrada hebraica y de exégesis bíblica en la República de Venecia. Se convirtió en 1694, y en 1711 marchó a Roma con su familia. 
Es autor de una gramática hebrea que permaneció inédita y de un erudito opúsculo teológico cristiano de polémica antijudía en forma de diálogo entre un hebreo y un cristiano, La vera fede portata in trionfo da Giacomo Cavalli, nella spiegazione dell'incomprensibile misterio della Santissima Trinità al sempre misero, cieco, ed ostinato ebraismo in forma di disputa tra l'ebreo, ed il cristiano, finalmente decisa a favore della verità; cioe, che non può darsi Dio, se non uno in essenza, e trino in persone... (Roma: stamperia di Giovanni Battista de Caporali, 1730), pronto traducido al castellano (en Roma: Antonio de Rossis, 1731, por el padre Diego de Iturrate de los clérigos regulares menores; dedicado al inquisidor general Juan Camargo) y reimpreso corregido por el monje basilio Miguel José Fernández en 1772. Conoce bien las escrituras hebreas, que cita en su lengua original, y dedica su trabajo al papa Clemente XII. 
El propósito de esta polémica obra es refutar la acusación de politeísmo que contra el cristianismo católico esgrime el judaísmo y reafirmar el dogma cristiano de la Santísima Trinidad buscando su fundamento en textos y profecías del Antiguo Testamento. También afirma que en solo dos cosas, el bautismo y la venida del Mesías, divergen sustancialmente catolicismo y judaísmo.